# Ґабріеле Леве
Ґабріеле Леве  (нім. Gabriele Löwe, 12 грудня 1958) — німецька легкоатлетка, олімпійська медалістка.

## Виступи на Олімпіадах
| Олімпіада   | Дисципліна              | Місце |
| ----------- | ----------------------- | ----- |
| Москва 1980 | біг на 400 метрів       | 6     |
| Москва 1980 | естафета 4 x 400 метрів | 2     |